# Tadeu Filippelli
Nelson Tadeu Filippelli (Catanduva, 11 de maio de 1949) é um político brasileiro, filiado ao Movimento Democrático Brasileiro (MDB).

## Biografia
Foi Servidor Público do Governo do Distrito Federal e Engenheiro Eletricista da Companhia Energética de Brasília;
Foi Presidente da Sociedade Habitacional de Interesses Sociais (SHIS);
Foi administrador da região administrativa de São Sebastião;
Em 1994 foi eleito deputado distrital pelo Partido Progressista (PP);
Em 1995 filiou-se ao PMDB. Em 1998 foi eleito pela primeira vez deputado federal pelo PMDB. Foi ainda secretário de Infraestrutura e Obras no governo de Joaquim Roriz, de 2 de fevereiro de 1999 a 14 de fevereiro de 2001, de 19 de fevereiro a 28 de agosto de 2001, de 14 de setembro de 2001 a 5 de abril de 2002, e de 1º a 31 de janeiro de 2003. 
Em 2002 foi reeleito deputado federal ficando atrás somente de José Roberto Arruda que foi o mais votado do Distrito Federal e o mais votado do país em termos proporcionais.[carece de fontes?]
Em 2006 foi reeleito novamente pela terceira vez deputado federal sendo o mais votado do Distrito Federal.
Em 2009 foi eleito presidente da Comissão de Constituição de Justiça e Cidadania da Câmara Federal. Ainda em 2009 rompeu com Joaquim Roriz quando apoiava a ideia de o PMDB não lançar candidatura própria ao Governo do Distrito Federal para apoiar a reeleição de José Roberto Arruda. Sua posição provocou reação exaltada de Joaquim Roriz e correligionários rorizistas. Após o episódio, Roriz deixou o PMDB e filiou-se ao PSC.
Atualmente, Filippelli é o presidente regional do MDB no Distrito Federal.
Em 2018, voltou a ser candidato a deputado federal, mas não conseguiu ser eleito. Recebeu quase 28 mil votos e ficou como suplente da deputada Celina Leão (PP).

## Contendas judiciais
Em janeiro de 2016, o Tribunal Regional Eleitoral (TRE-DF) condenou Agnelo e Filippelli em Ação de Investigação Judicial Eleitoral, impetrada pela Coligação União e Força ( PTB, PR, DEM, PRTB e PMN). O TRE considerou procedentes as acusações de uso da máquina para favorecer a campanha à reeleição de Agnelo em 2014. Contudo, o Tribunal Superior Eleitoral (TSE) manteve a condenação do ex-governador Agnelo Queiroz (PT) por abuso de poder político e uso indevido dos meios de comunicação na campanha de 2014. Agnelo permanece, assim, inelegível, por oito anos.
Na mesma decisão, a Corte absolveu o vice na chapa, Tadeu Filippelli (PMDB), que retoma, assim, a condição de elegibilidade.

Também em 2014 foi condenado pelo TRE por propaganda eleitoral antecipada através do uso de faixas com agradecimentos aos políticos e bandeiras de partidos utilizadas durante a inauguração do novo balão do aeroporto, em 5 de maio de 2014. A pena incluiu multa de R$ 5 mil para o governador e vice.

## Eleições 2010
Em 19 de junho de 2010 foi escolhido para ser candidato vice de Agnelo Queiroz ao Governo do Distrito Federal.
Em 31 de outubro de 2010 foi eleito vice-governador do Distrito Federal, na chapa que elegeu Agnelo Queiroz ao Governo do Distrito Federal.Concorreu a reeleição em 2014 e não se reelegeu.